# Fadrique Álvarez de Toledo y Enríquez
Fadrique Álvarez de Toledo y Enríquez (1460-Alba de Tormes, 1531), II duque de Alba de Tormes desde 1488, con Grandeza de España en 1520, fue asimismo II marqués de Coria, II conde de Salvatierra de Tormes y I de Piedrahíta, señor de Valdecorneja, señor de Huéscar y caballero de la Orden del Toisón de Oro.
Era hijo de García Álvarez de Toledo y Carrillo de Toledo, I duque de Alba de Tormes, y de María Enríquez de Quiñones y Toledo. Su madre era media hermana de Juana Enríquez, la madre del rey Fernando el Católico, por lo que Fadrique era primo hermano del monarca.
La Puebla de Don Fadrique, un pueblo del norte de Granada, se denomina así en honor a él.

## Vida
Fadrique estuvo siempre muy vinculado a los Reyes Católicos. Su padre intervino en 1476 en la Batalla de Toro, que dio la victoria a la futura Isabel I de Castilla sobre su sobrina Juana la Beltraneja y su madre era media hermana de Juana Enríquez, madre de Fernando II de Aragón.
En 1475 colaboró como mecenas en la construcción de la Iglesia Parroquial Nuestra Señora del Castillo de Macotera como muestra de agradecimiento a varios soldados locales que colaboraron en la reconquista de las tierras pertenecientes al duque.
El duque de Alba participó en la Guerra de Granada y, como consecuencia de las Capitulaciones de Granada acordadas el 25 de noviembre de 1491 entre cristianos y moros, fue uno de los 48 nobles laicos y eclesiásticos que, el 30 de diciembre de ese mismo año, cofirmó la entrega de Granada, último reducto musulmán de la península ibérica. El tratado de paz puso fin al período histórico de la Reconquista.
Fadrique estuvo al frente de las tropas que lucharon contra los franceses en el Rosellón en 1503.
Cuando Fernando el Católico, actuando como regente del reino de Castilla, se decidió a invadir y tomar el reino de Navarra amparado en una bula del papa Julio II, puso al mando de sus ejércitos al II duque de Alba, quien cumplió en solo dos semanas la misión militar encomendada, debido en gran parte a que Pamplona era beamontesa (1512), si por ella se entiende que el objetivo era la conquista de la parte del Reino que actualmente forma parte de España y no de su totalidad. En recompensa fue nombrado capitán general de Andalucía y señor de Huéscar en 1513, título y posesiones que incorporó a los de la Casa de Alba.
Fadrique Álvarez de Toledo fue así determinante en la unidad territorial de España.     
El Duque fue miembro del Consejo de Estado del rey Carlos I de España, a quien acompañó a Alemania, Flandes e Italia.
En 1520, cuando el monarca fue coronado en Aquisgrán como Emperador del Sacro Imperio Romano Germánico, y año de la Guerra de las Comunidades de Castilla contra su persona, el duque Fadrique Álvarez de Toledo recibió la Grandeza de España, a la que  comúnmente se denominó como Grandeza de inmemorial o Grandeza de Primera Clase y que constituyó para él y para su ducado el reconocimiento como máxima dignidad de la nobleza española en la jerarquía nobiliaria, ya que el grande de España se ubica inmediatamente después del príncipe de Asturias y del infante de España —el primer título reservado al heredero del rey de España y el segundo a sus demás hijos e hijas y a los vástagos del príncipe de Asturias.
Además, el emperador condecoró a Federico Álvarez de Toledo con el Toisón de Oro en 1519.
Falleció en su villa de Alba de Tormes, el 18 de octubre de 1531.

## Matrimonio y descendencia
Se casó en 1480 con Isabel de Zúñiga y Pimentel (1470-1520), Condesa de Sevilla, hija de Álvaro de Zúñiga y Guzmán, I duque de Béjar, y su segunda esposa Leonor Pimentel y Zúñiga, de cuyo matrimonio nacieron siete hijos, de los cuales García, el primogénito llamado a sucederle en la línea dinástica, premurió a su padre y los títulos y estados fueron heredados por Fernando Álvarez de Toledo y Pimentel, III duque de Alba, nieto de Fadrique. Estos fueron:
- Leonor Álvarez de Toledo y Zúñiga,[2] casada con Rodrigo Portocarrero Ribera —muerto en vida de su padre, Juan Portocarrero y Pacheco, II conde de Medellín—, padres entre otros de Juan Portocarrero y Toledo, III conde de Medellín.[4]
- García Álvarez de Toledo y Zúñiga[2] (m. 1510), III marqués de Coria, casado con Beatriz Pimentel y Pacheco de quien tuvo descendencia. Su hijo mayor fue el III duque de Alba.
- Pedro Álvarez de Toledo y Zúñiga[2] (1484-1553), virrey de Nápoles, casado con María Osorio Pimentel, II marquesa de Villafranca, con descendencia; su hija Leonor fue duquesa de Florencia por su matrimonio con Cosme de Médici, y fue abuela paterna de María de Médici, reina de Francia, y ancestro por lo tanto de los Borbones y de todas las casas reales europeas.
- Aldonza Leonor Álvarez de Toledo y Zúñiga,[2] primera esposa de Diego Enríquez de Guzmán, III conde de Alba de Liste.
- Juan Álvarez de Toledo, (1488-1557), cardenal de la Iglesia y arzobispo de Burgos.[2]
- Diego Álvarez de Toledo, que luchó en la Conquista de Navarra en 1512 y fue prior de la Orden de San Juan.[2]
- Elvira Álvarez de Toledo, esposa de Iñigo López de Sotomayor.

| Predecesor: García Álvarez de Toledo y Carrillo de Toledo | Duque de Alba 1488-1531 | Sucesor: Fernando Álvarez de Toledo y Pimentel |